# حسینوو (شهرستان بلورتسکی، باشقیرستان)
حسینوو (انگلیسی: Khusainovo, Beloretsky District, Republic of Bashkortostan) یک شهرک در شهرستان بلورتسکی باشقیرستان کشور روسیه است.